# 有明ガーデン

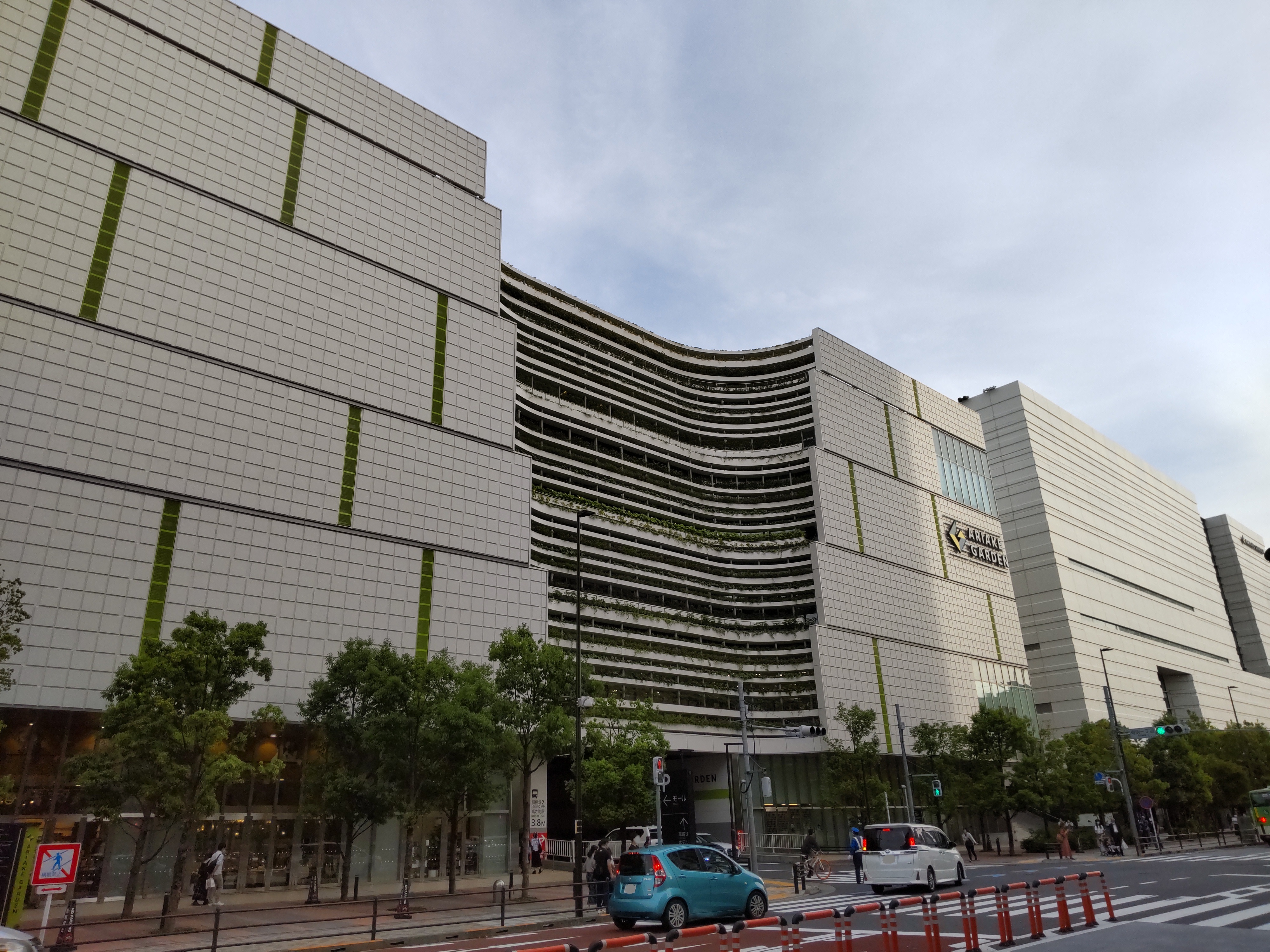
有明ガーデン

有明ガーデン（ありあけガーデン）は、東京都江東区有明にある複合施設。国家戦略特区に認定された大規模開発で住友不動産（以下住友不）が事業を手掛けた。

## 概要
住友不は2010年（平成22年）に、有明の10ヘクタールを超える開発用地を都から取得し、当初は住居中心の開発を想定していたが、東日本大震災が起きたこともあり、具体案が定まらなかった。しかし、有明に競技施設が多数できる東京五輪の招致決定等臨海部の開発機運が盛り上がったこともあり、マンションとオフィス開発が中心の住友不としては珍しい、ホテル、商業施設、温浴施設、劇場、タワーマンション、イベントホールを備えた複合施設の整備に踏み切った。
2020年（令和2年）4月24日の開業を予定していたが、新型コロナウイルス感染症の流行に伴い、開業は6月17日に延期され（イオンスタイル有明ガーデンなどは5月15日に先行開業）、ホテルなどはさらに遅れて開業した。
場所は首都高速湾岸線道路およびりんかい線線路の北側にあり、有明コロシアム（有明テニスの森公園）の東側に位置する。ショッピングモールを中核として、南西側にホテルとイベントホールと温泉施設、北東側に屋外スペースと劇場と立体駐車場、南東側にタワーマンション3棟という配置になっている。

## ショッピングシティ 有明ガーデン

### モール
住友不動産が開発した初の大型商業施設であり、地下1階地上5階建て。核テナントとしてイオンスタイル有明ガーデンが入り、203店舗が営業する。1階には江東区有明子ども家庭支援センターが置かれ、5階には屋上テラスがある。
2024年から2025年にかけて大幅なリニューアルを行っている。多くのテナントが新規オープンした他、2階には施設内に2つ目となるフードコートエリアが作られた。
イオンスタイル有明ガーデン
1階部分に入り、店舗面積は約2,285㎡。ショッピングシティ有明ガーデンは、2020年6月17日にグランドオープンしたが、食品売場を担うイオンスタイル有明ガーデンは5月15日に先行オープンしている。レジはセミセルフレジで、レジ8台に精算機17台を配置。特徴的なのは、専用スマートフォンを使って、セルフスキャンで精算する「レジゴー」を都内の店舗で初めて導入した。
おもなテナント（2023年8月現在）
- ビアンキ（1階）
- H&M（2階）
- コジマ×ビックカメラ（3階）
- ダイソー（3階）
- ABCマート（3階）
- ムラサキスポーツ（3階）
- ニトリ（3階）
- 丸善（4階）
- ボーネルンド（4階）
- 島村楽器（4階）

### モール&スパ
1階ガーデンプロムナードの一角には7科が受診可能なクリニックモールがある。
無印良品東京有明
1階～3階部分に入り、2020年12月3日にオープンした。店舗面積は約4600㎡。関東最大の店舗で、野菜や米、冷凍食品から文具や下着、寝具、化粧品などほぼすべての商品を取り扱う。最大の目玉は、無印良品としては世界初という食品や洗剤の量り売り。このほか、暮らしを改善するための相談カウンター、従来手掛けてきた住戸全体のリフォームに加え、新たに住戸内の一部のリフォームを請け負うサービスも始める。また江東区と連携して古着のリサイクルなどにも取り組む計画で、環境に配慮したSDGs型の店舗となっている。
有明ガーデンコンファレンスセンター
4階に9つの貸会議室、5階にガーデンラウンジを配置。
泉天空の湯
5階～6階で営業する温浴施設。2020年6月に開業したが、コロナ禍の影響で温泉くみ上げの許可を審査する都の審議会の開催が遅れるなどした結果、10月23日からの温泉提供となった。湯は琥珀色で、保温・保湿効果があり、男女それぞれの露天風呂で楽しむことができる。
【モールの施設】

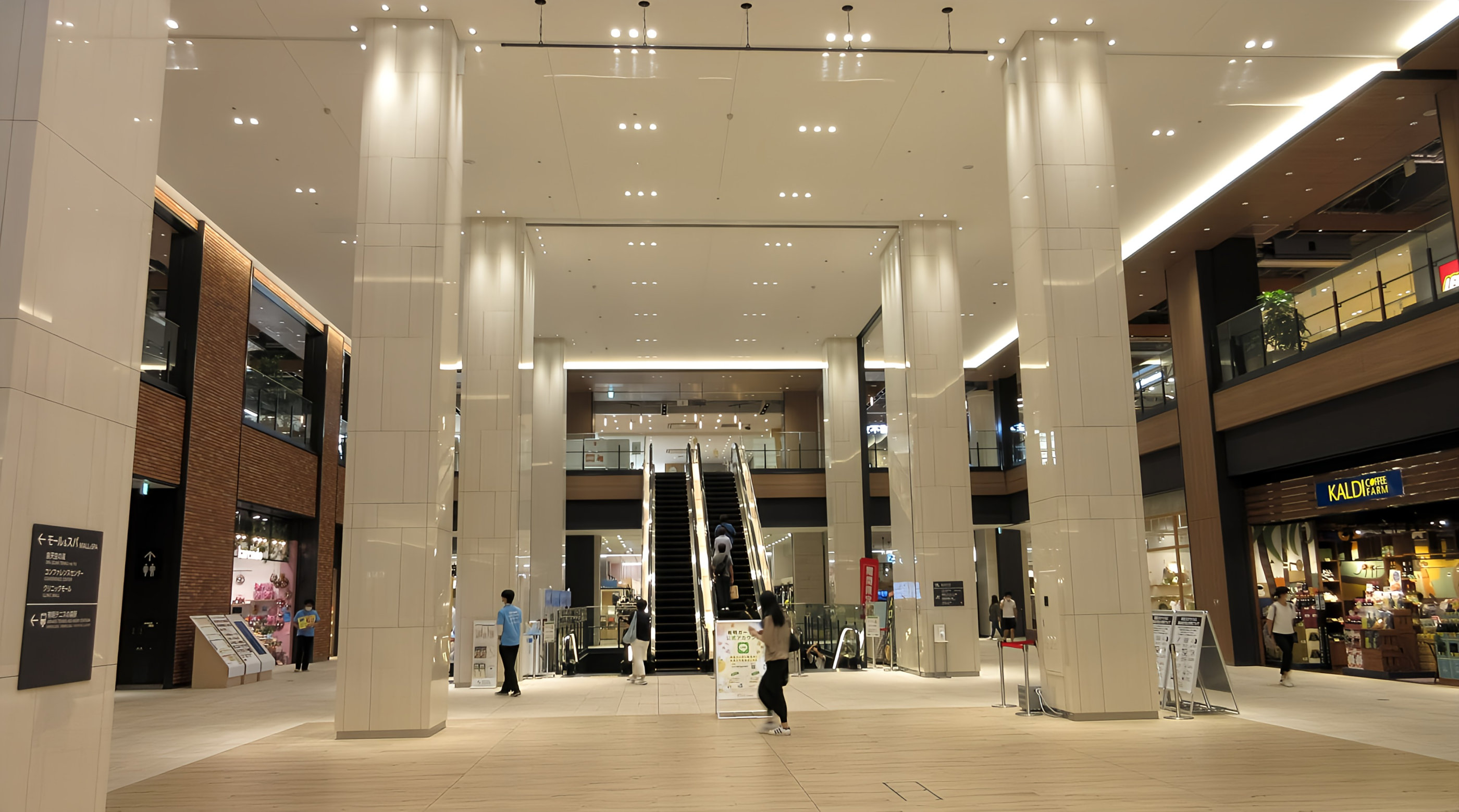
モールの中央吹き抜け広場
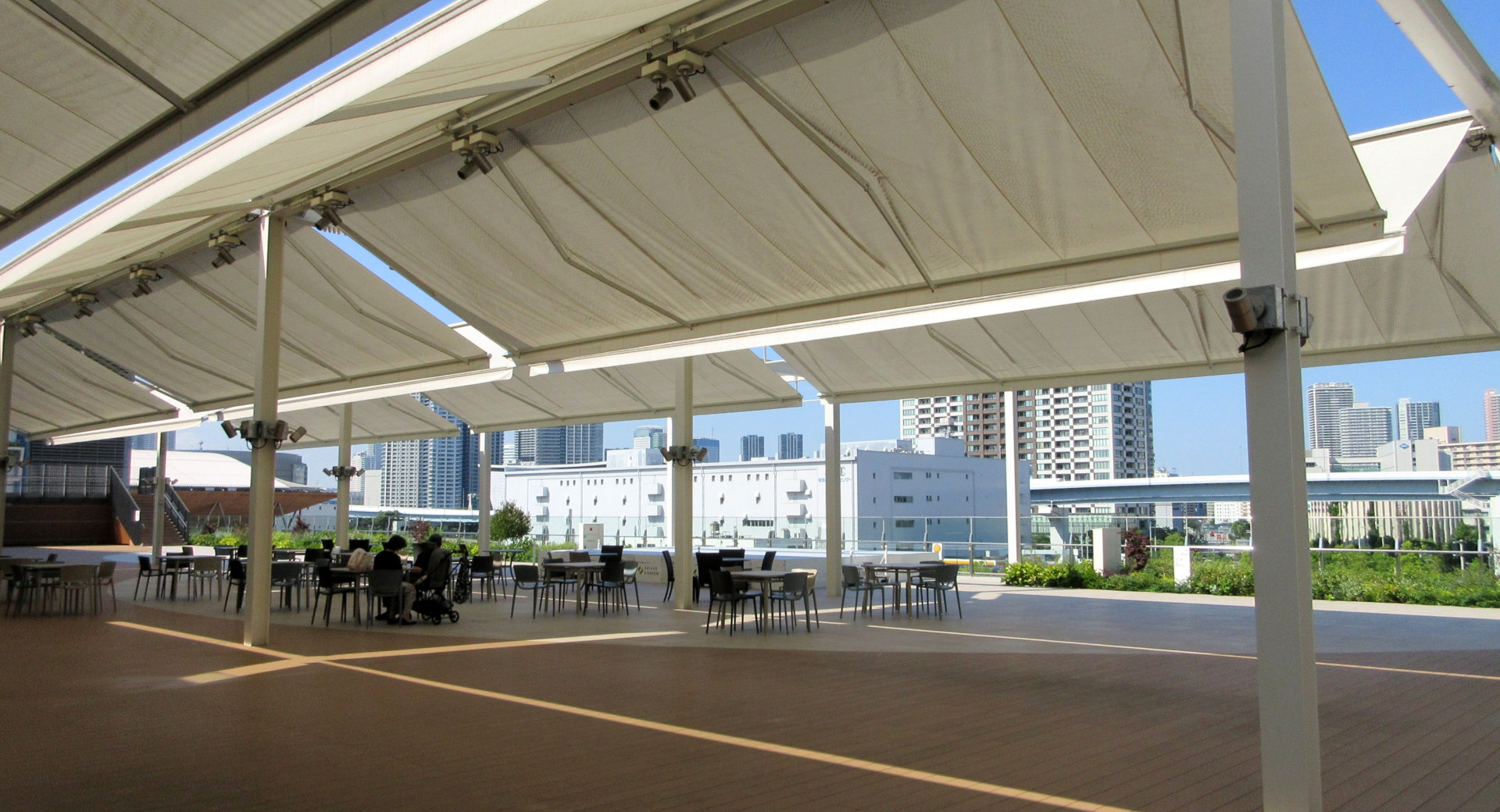
みんなのテラス
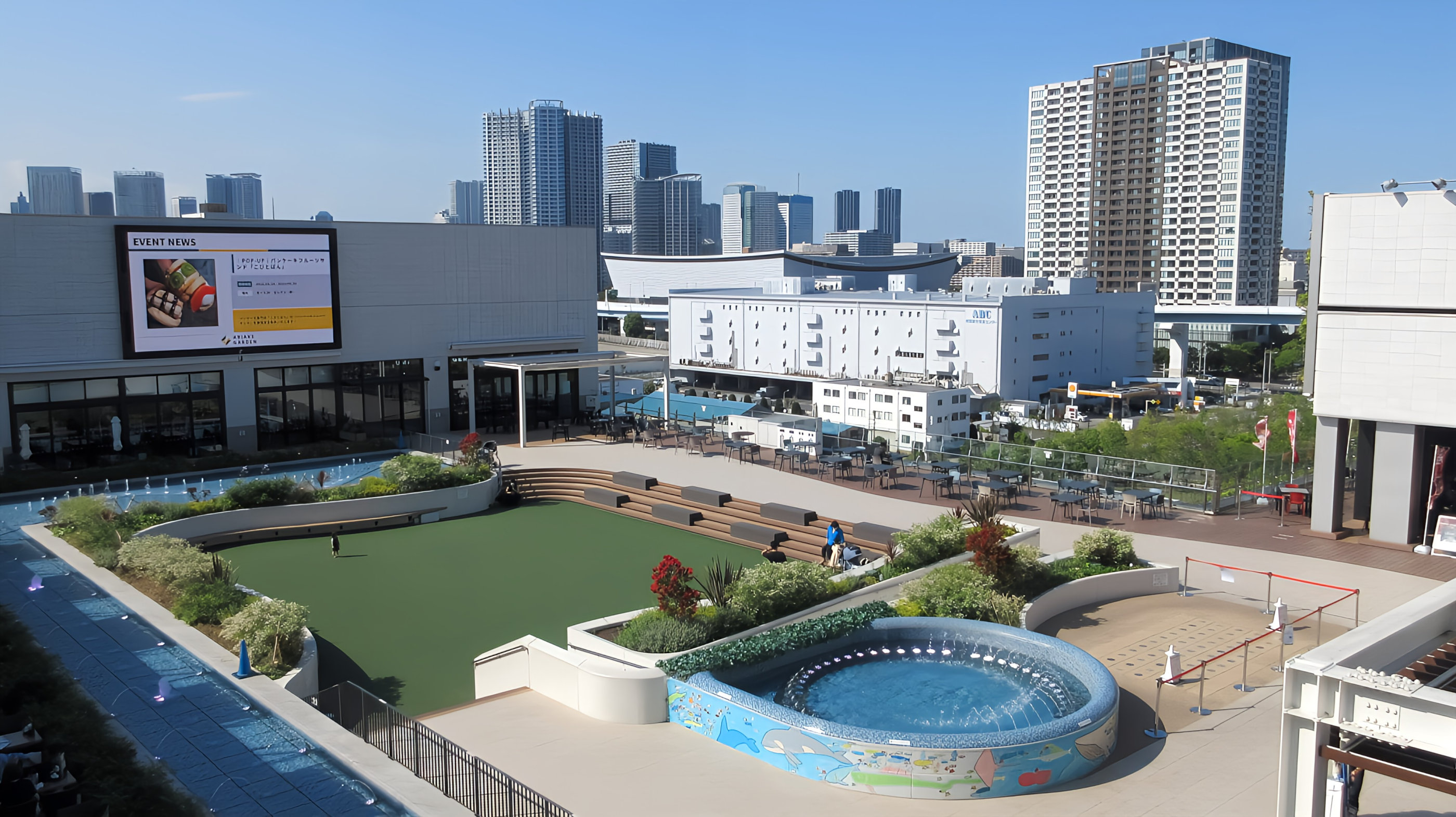
水のテラス(奥に有明アリーナ)
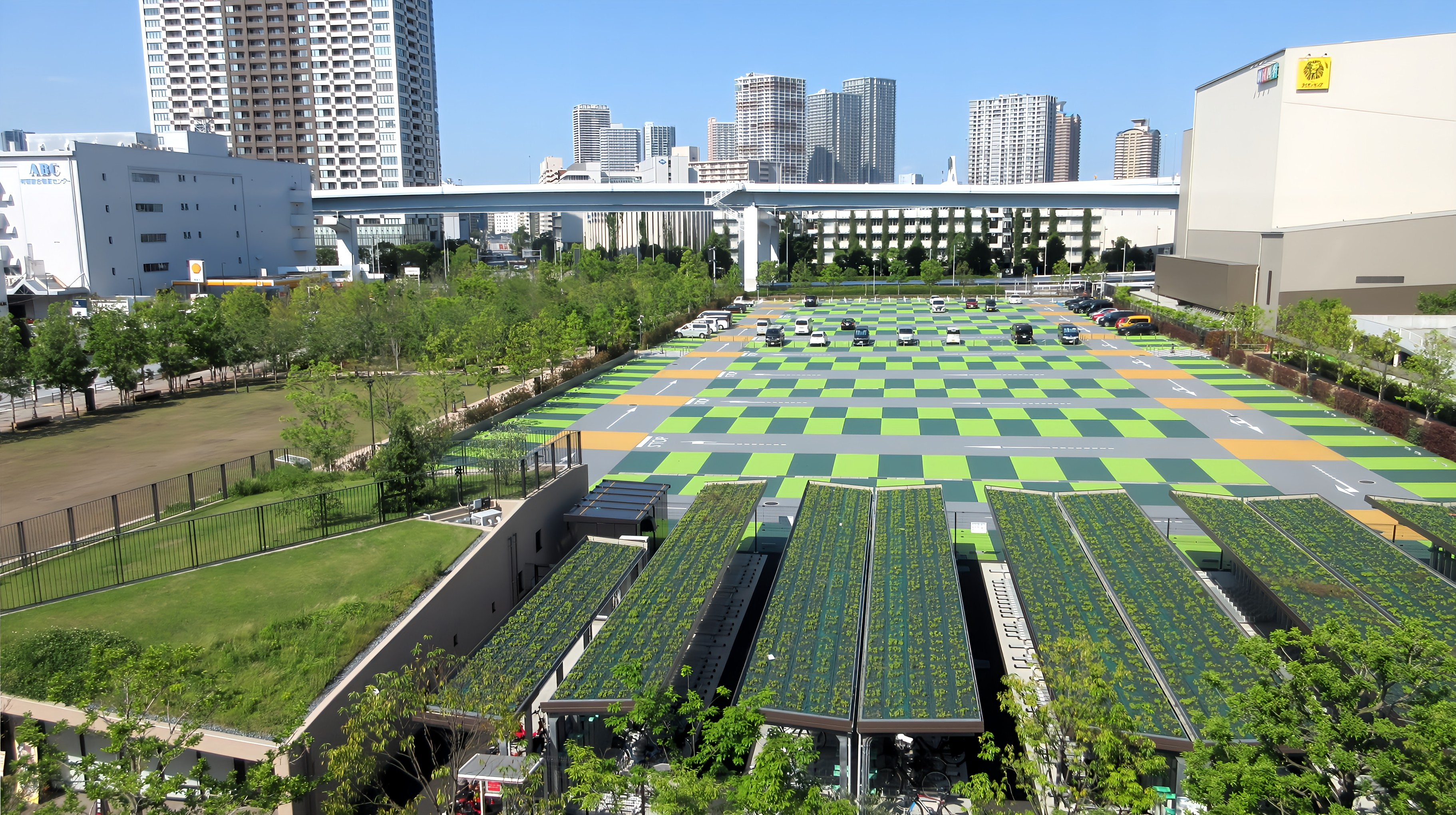
駐車場・駐輪場(東雲方向)

【モール&スパの施設】

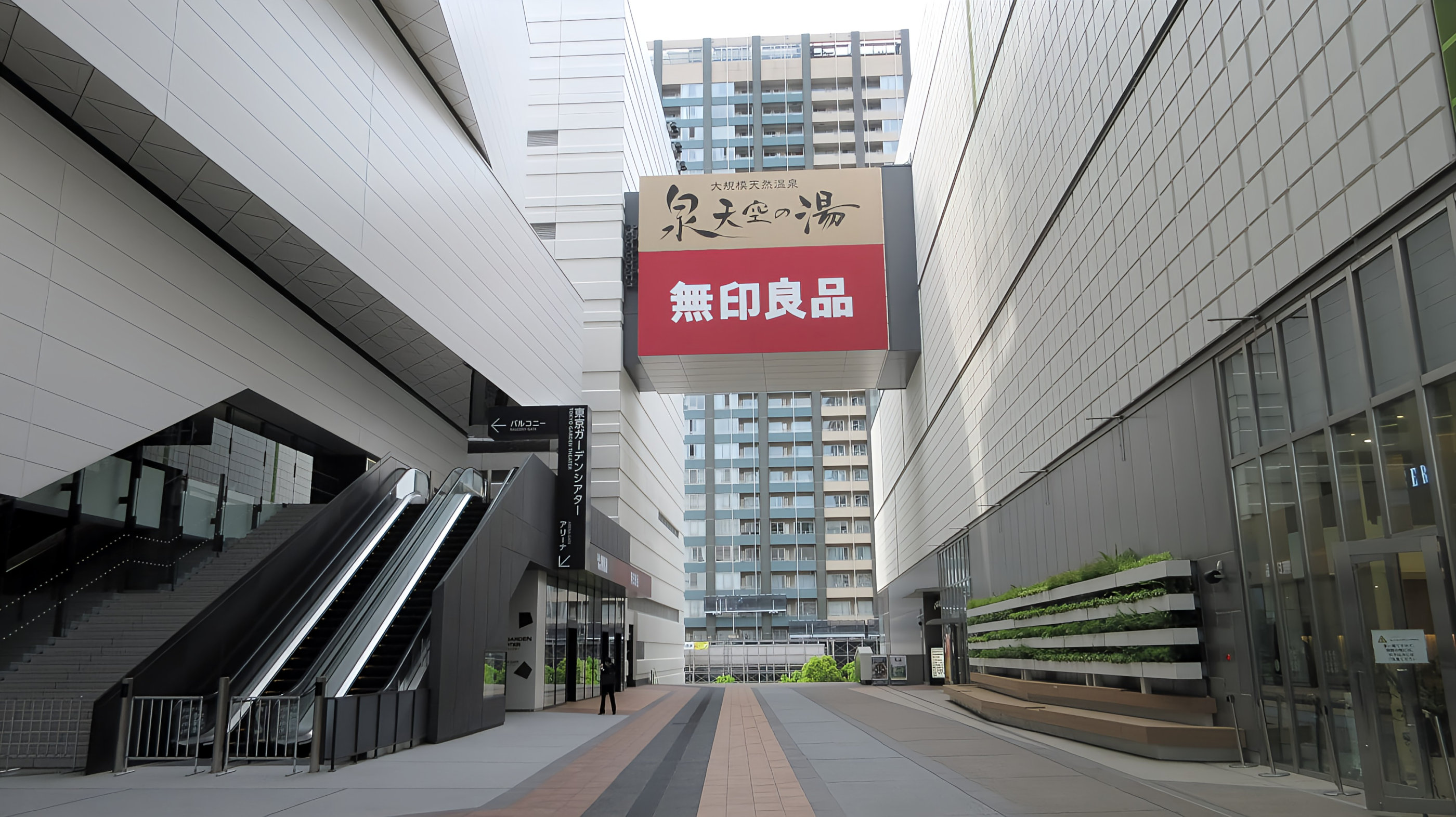
左がモール&スパ、右がモール(イオンスタイルほか)
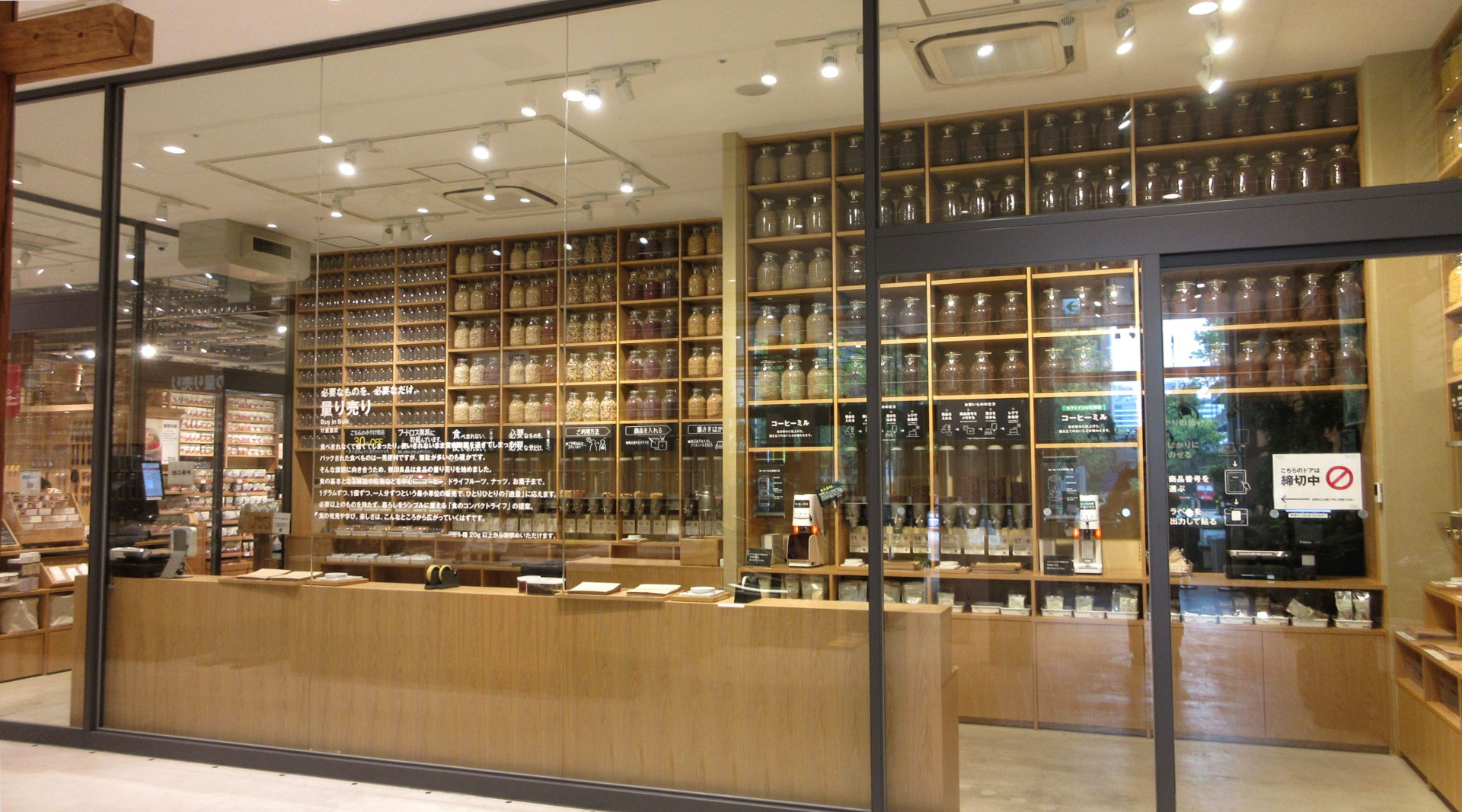
1F 食品(量り売りコーナー)
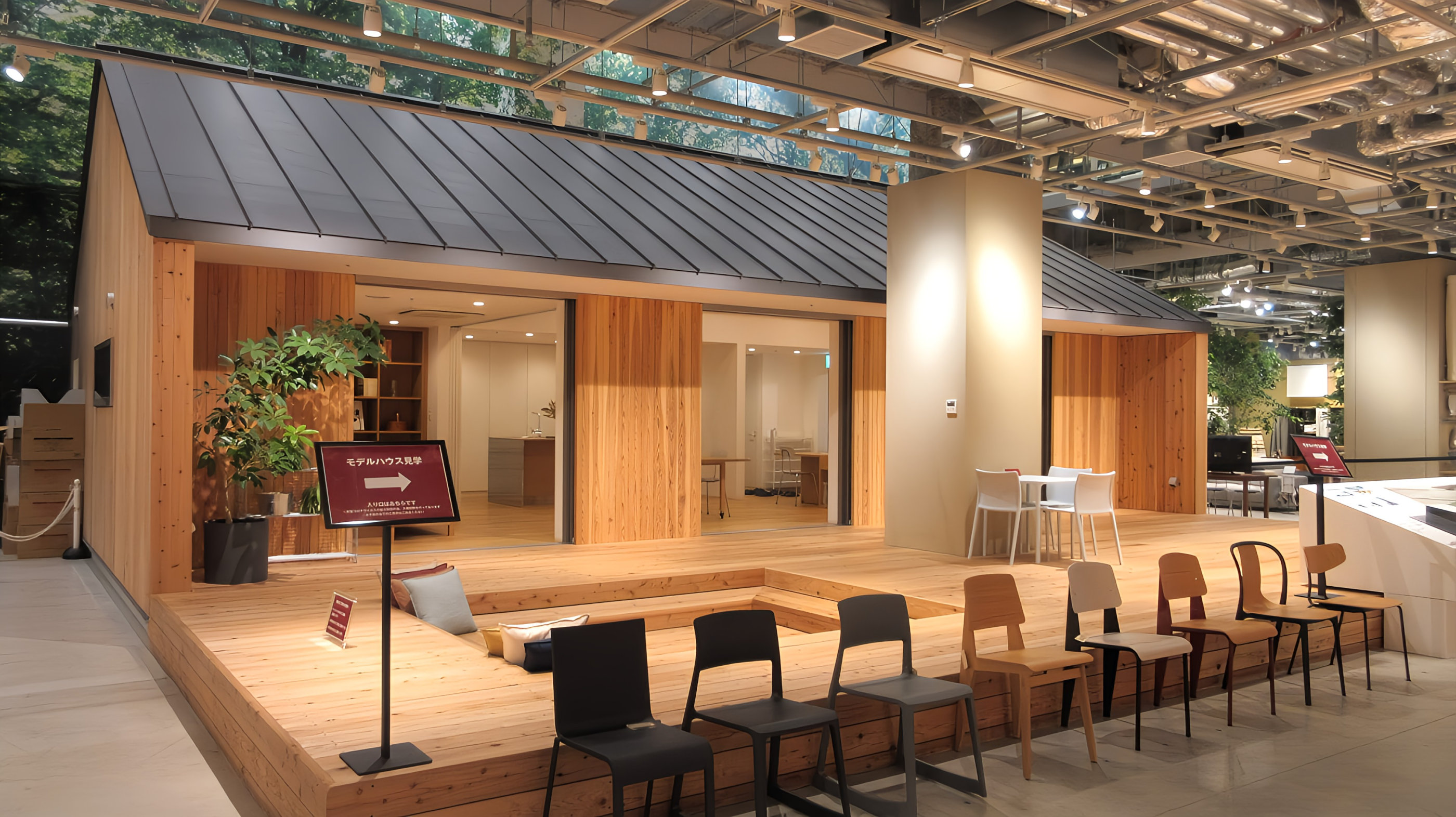
2Fの無印良品の家『陽の家』
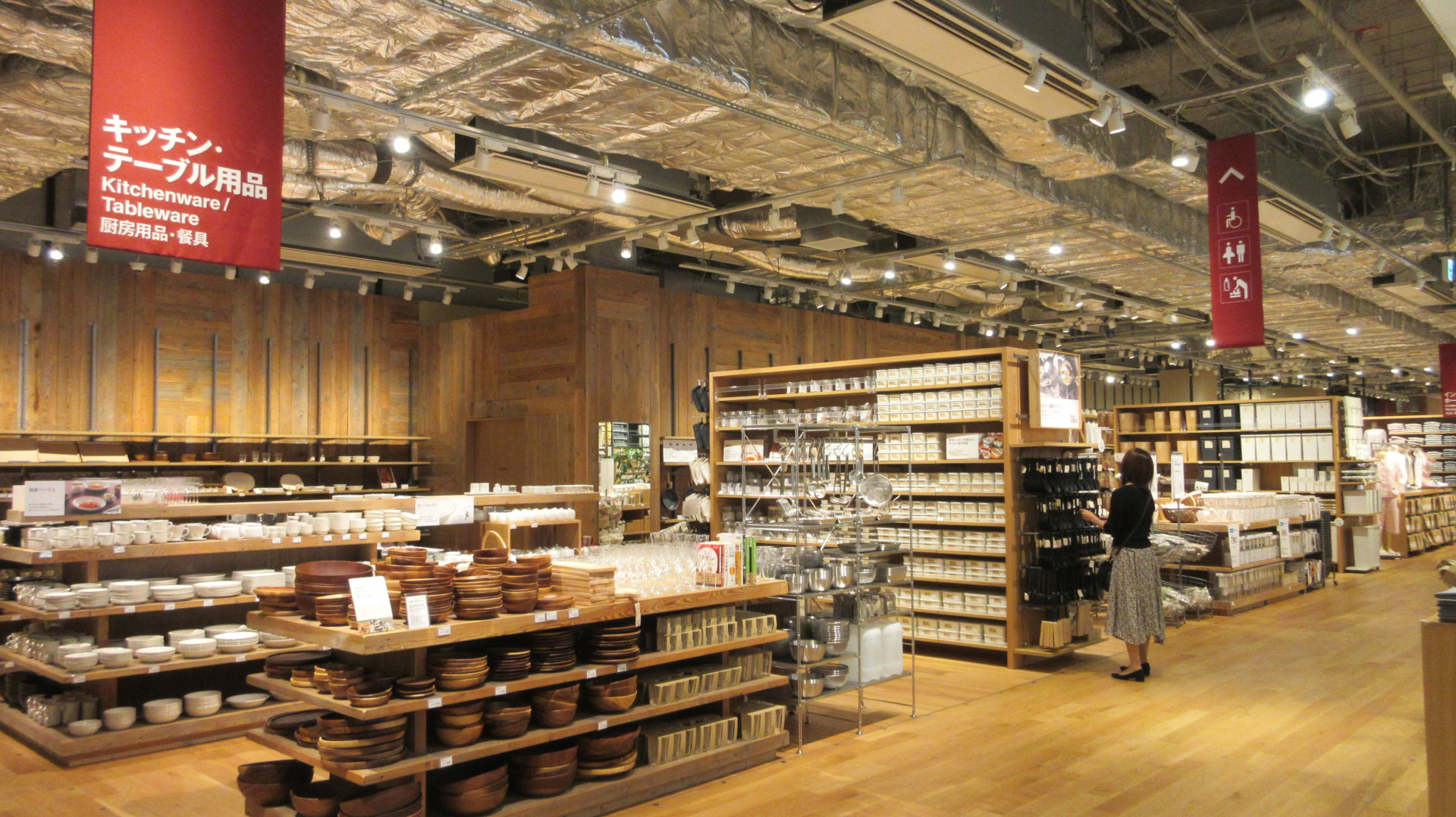
3F 衣服雑貨・生活小物

## ホテル ヴィラフォンテーヌ グランド東京有明
コロナ禍で開業が延期となり、2020年8月1日に開業した。地下1階・地上16階建。客室数は749室で全11タイプの客室を用意した。

## 東京ガーデンシアター
地下1階・地上6階建ての国際会議や音楽ライブができる約8,000人が収容できるシアター。ステージから最も離れた席でも約54mの離隔距離で、どの席からもステージが見やすい立体的な構造を採用。またホワイエには約4,000個のロッカーも完備している。

## 有明四季劇場
JR東日本によって「大井町駅周辺広町地区開発」計画（OIMACHI TRACKS〔大井町トラックス〕）が進められることに伴い、2021年6月21日で閉館した四季劇場［夏］の代替として、四季株式会社が街区内に整備した劇場。上述の東京ガーデンシアターとは別の施設である。
こけら落とし公演は『ライオンキング』が無期限ロングランされている。

### 上演記録
- ライオンキング（2021年9月26日開幕）[14]

## シティタワーズ東京ベイ
街区の南東側に建てられた地上32～33階建ての3棟のタワーマンション。合計1,539戸を設け、2020年2月末に入居が始まった。商業施設を含む開発事業では、ショッピングセンターを駅に一番近い場所につくるのが王道と言われる中、有明ガーデンは住宅棟を駅近に配置し、住人には豊洲駅までの専用バスも用意する。また敷地内には武蔵野大学附属有明こども園（認定こども園・定員280人）も開園している。
ウエストタワーの2階にはミニストップが入っている。

## その他の設備
アトリウムデッキ
モールと東京ガーデンシアターの間にある124.8mの通路。天井高約17.5mの屋根付きで、シアター開場までの待機スペースやイベントスペースとしても利用される。
有明ガーデンパーク
モール東側にある約6,800㎡の自由広場。芝生が敷かれ、近隣住民にも開放されている。
スポーツエンターテインメント広場
ガーデンパークの南側にある約8,000㎡の多目的スペース。さまざまな屋外イベントに利用できる。
シーズンプロムナード
モールと屋外スペースの間に設けられた150mのプロムナード。キッチンカーなどが設置される。
立体駐車場
約1,000台を収容可能。東京ガーデンシアターや近隣施設（有明アリーナ、有明GYM-EXなど）のイベント開催日で混雑が見込まれる日は特別料金が適用されることがある。

## 交通

### 鉄道
- 有明駅・有明テニスの森駅から徒歩3分
- 国際展示場駅から徒歩6分

### バス
1階のバスターミナル（停留所名は「有明ガーデン」）から、以下の路線が発着する。
- 都営バス
  - 都05-2：東京駅丸の内南口行（折り返し便のみ発着）
  - 四季48：東京駅丸の内南口行（有明四季劇場の夜公演終演にあわせて臨時運行）
- 東京空港交通
  - リムジンバス：羽田空港行
- 関東バス
  - 湾01：武蔵野営業所行（土休日のみ運行）
- 京成バス
  - ガーデンシャトル（無料送迎バス）：羽田エアポートガーデン行
- 無料巡回バス
  - 豊洲駅・月島駅から出ており、利用にはホテル宿泊者か銭湯利用者、イオン住友のクレジットカードが必要。

このほか、以下の停留所が最寄りとなっている。
- 都営バス 東16・海01(KM01)・都05-2・深夜13「かえつ学園西」（南行のみ）または「有明二丁目」下車すぐ
- 東京BRT 幹線ルート「有明テニスの森」下車、徒歩3分